# Руйнівники гребель (фільм, 1955)
«Руйнівники гребель» (англ. The Dam Busters) — британський воєнний фільм 1955 року режисера Майкла Андерсона. Фільм відтворює військову операцію Другої світової війни «Кара» 1943 року, під час якої літаки ескадри́льї бомбардувальників Повітряних сил Великої Британії зруйнували дамби водосховищ на річках землі Північний Рейн-Вестфалія у Німеччині за допомогою обертових бомб винахідника Барнса Воліса (Barnes Wallis).

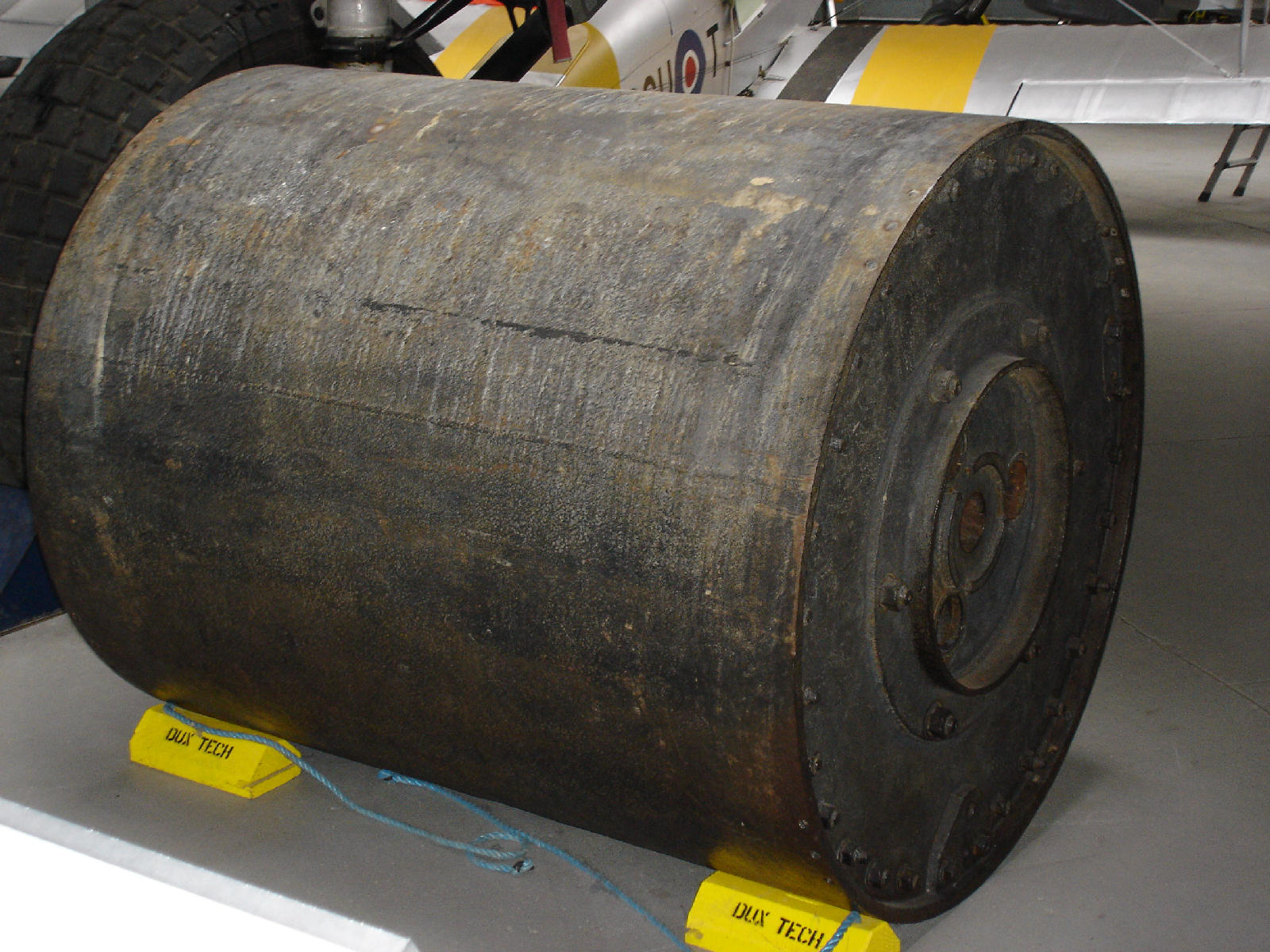
Макет обертової бомби у музеї в Даксфорді

## Ролі виконують
- Річард Тодд — підполковник Гай Гібсон
- Майкл Редгрейв — винахідник Барнс Воліс
- Урсула Джинс[en] — місіс Воліс
- Бейзіл Сідні — сер Артур Гаріс

## Навколо фільму

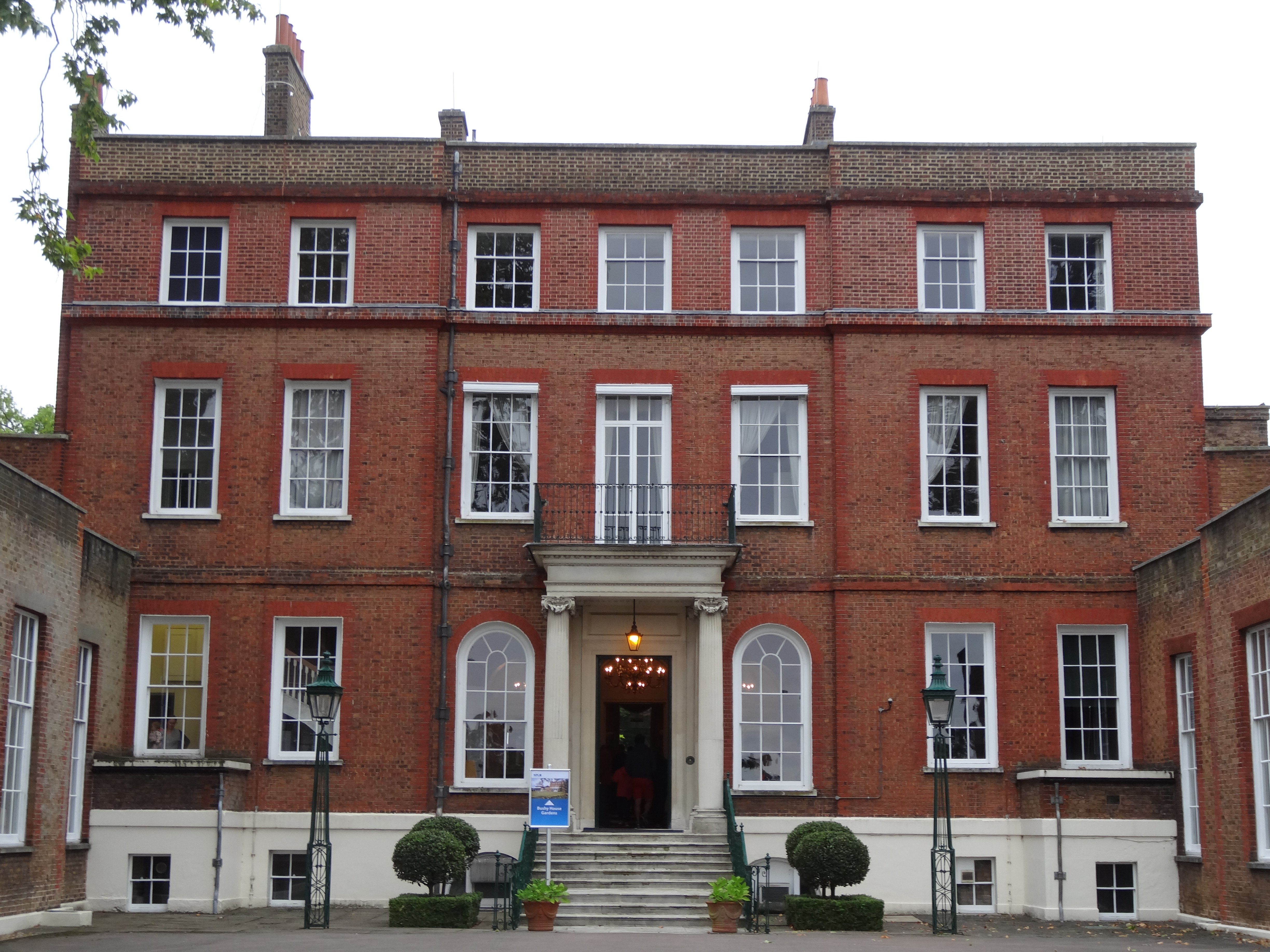
Національна фізична лабораторія в Теддінгтоні

- Форма бомб, показаних у фільмі, відрізняється від вигляду справжніх бомб, оскільки в той час вони ще були засекречені.
- Сцени фільму, у яких показуються приміщення, де відбувалися тестування моделі бомби, зняті в резервуарах Національної фізичної лабораторії в Теддінгтоні, де здійснювалися фактичні випробування.
- Літаки, які використовувалися для створення фільму, надавалися повітряними силами Великої Британії за ціною £ 130 за годину, на це було витрачено 10 % бюджету фільму.